# Funivia del monte Tsukuba
La funivia del monte Tsukuba (筑波山ロープウェイ?, Tsukubasan Rōpuwei) è una funivia aerea situata a Tsukuba, prefettura di Ibaraki, ed è operata dalla compagnia Tsukuba Kankō Railway (筑波観光鉄道?, Tsukuba Kankō Tetsudō), appartenente al gruppo Ferrovie Keisei. La funivia, aperta nel 1965, sale sul monte Tsukuba.

## Caratteristiche tecniche
L'impianto copre una distanza di 1,3 km, superando un dislivello di 298 m, in circa 6 minuti ad una velocità di 5 m/s. Le cabine (l'unità 1 è di colore rosso e l'unità 2 di colore bianco) sono state realizzate nel 2004 da Nippon Cable co Ltd, in sostituzione di quelle degli anni 1960. Il servizio è operativo con intervalli di 20 minuti.
La stazione di partenza, situata nella parte sud-est del monte, si trova a Tsukuba ad un'altitudine di 542 m. Nelle vicinanze sono presenti alberghi, ristoranti, aree di sosta, parcheggi e il santuario di Tsukuba.
La stazione di arrivo è chiamata Nyotaisan sud e si trova ad un'altitudine di 840 m: da lì partono sentieri verso la vetta del monte.